# Vóley playa en los Juegos Olímpicos
El vóley playa en los Juegos Olímpicos se realiza desde la edición de Atlanta 1996. Son realizados dos torneos, el masculino y el femenino.
Tras el Campeonato Mundial, es la máxima competición internacional de vóley playa. Es organizado por el Comité Olímpico Internacional (COI), junto con la Federación Internacional de Voleibol (FIVB).

## Ediciones
| Núm. | Año  | Sede                      | Instalación                              |
| ---- | ---- | ------------------------- | ---------------------------------------- |
| I    | 1996 | Atlanta ( Estados Unidos) | Playa de Atlanta en Jonesboro            |
| II   | 2000 | Sídney ( Australia)       | Estadio en Bondi Beach                   |
| III  | 2004 | Atenas ( Grecia)          | Centro de Vóley Playa de Fáliro          |
| IV   | 2008 | Pekín ( China)            | Campo de Vóley Playa del Parque Chaoyang |
| V    | 2012 | Londres ( Reino Unido)    | Horse Guards Parade                      |
| VI   | 2016 | Río de Janeiro ( Brasil)  | Estadio de Copacabana                    |
| VII  | 2020 | Tokio ( Japón)            | Parque Shiokaze                          |
| VIII | 2024 | París ( Francia)          | Campo de Marte                           |

## Palmarés

### Masculino
| Núm. | Año  | Sede                       | Oro                                              | Plata                                                 | Bronce                                             |
| ---- | ---- | -------------------------- | ------------------------------------------------ | ----------------------------------------------------- | -------------------------------------------------- |
| I    | 1996 | Atlanta ( Estados Unidos)  | Karch Kiraly · Kent Steffes · Estados Unidos     | Michael Dodd · Mike Whitmarsh · Estados Unidos        | John Child · Mark Heese · Canadá                   |
| II   | 2000 | Sídney ( Australia)        | Dain Blanton · Eric Fonoimoana · Estados Unidos  | José Marco de Melo · Ricardo Santos · Brasil          | Jörg Ahmann · Axel Hager · Alemania                |
| III  | 2004 | Atenas · ( Grecia)         | Emanuel Rego · Ricardo Santos · Brasil           | Javier Bosma Mínguez · Pablo Herrera Allepuz · España | Patrick Heuscher · Stefan Kobel · Suiza            |
| IV   | 2008 | Pekín ( China)             | Philip Dalhausser · Todd Rogers · Estados Unidos | Márcio Araújo · Fábio Luiz Magalhães · Brasil         | Ricardo Santos · Emanuel Rego · Brasil             |
| V    | 2012 | Londres ( Reino Unido)     | Julius Brink · Jonas Reckermann · Alemania       | Alison Cerutti · Emanuel Rego · Brasil                | Mārtiņš Pļaviņš · Jānis Šmēdiņš · Letonia          |
| VI   | 2016 | Río de Janeiro · ( Brasil) | Alison Cerutti · Bruno Oscar Schmidt · Brasil    | Daniele Lupo · Paolo Nicolai · Italia                 | Alexander Brouwer · Robert Meeuwsen · Países Bajos |
| VII  | 2020 | Tokio ( Japón)             | Anders Mol · Christian Sørum · Noruega           | Viacheslav Krasilnikov · Oleg Stoyanovski · ROC       | Ahmed Tijan · Cherif Younousse · Catar             |
| VIII | 2024 | París ( Francia)           | David Åhman · Jonatan Hellvig · Suecia           | Nils Ehlers · Clemens Wickler · Alemania              | Anders Mol · Christian Sørum · Noruega             |

### Femenino
| Núm. | Año  | Sede                       | Oro                                                       | Plata                                                  | Bronce                                             |
| ---- | ---- | -------------------------- | --------------------------------------------------------- | ------------------------------------------------------ | -------------------------------------------------- |
| I    | 1996 | Atlanta ( Estados Unidos)  | Jacqueline Silva · Sandra Pires · Brasil                  | Adriana Samuel · Mônica Rodrigues · Brasil             | Natalie Cook · Kerri-Ann Pottharst · Australia     |
| II   | 2000 | Sídney ( Australia)        | Natalie Cook · Kerri-Ann Pottharst · Australia            | Adriana Behar · Shelda Bedê · Brasil                   | Sandra Pires · Adriana Samuel · Brasil             |
| III  | 2004 | Atenas · ( Grecia)         | Misty May · Kerri Walsh · Estados Unidos                  | Shelda Bedê · Adriana Behar · Brasil                   | Holly McPeak · Elaine Youngs · Estados Unidos      |
| IV   | 2008 | Pekín ( China)             | Kerri Walsh · Misty May-Treanor · Estados Unidos          | Wang Jie · Tian Jia · República Popular China          | Xue Chen · Zhang Xi · República Popular China      |
| V    | 2012 | Londres ( Reino Unido)     | Kerri Walsh Jennings · Misty May-Treanor · Estados Unidos | April Ross · Jennifer Kessy · Estados Unidos           | Juliana Silva · Larissa França · Brasil            |
| VI   | 2016 | Río de Janeiro · ( Brasil) | Laura Ludwig · Kira Walkenhorst · Alemania                | Ágatha Bednarczuk · Bárbara Seixas · Brasil            | Kerri Walsh Jennings · April Ross · Estados Unidos |
| VII  | 2020 | Tokio ( Japón)             | April Ross · Alexandra Klineman · Estados Unidos          | Mariafe Artacho del Solar · Taliqua Clancy · Australia | Anouk Vergé-Dépré · Joana Heidrich · Suiza         |
| VIII | 2024 | París ( Francia)           | Ana Patrícia Ramos · Eduarda Santos Lisboa · Brasil       | Melissa Humana-Paredes · Brandie Wilkerson · Canadá    | Tanja Hüberli · Nina Brunner · Suiza               |

## Medallero histórico
- Actualizado a París 2024.

| Núm. | País                    | Oro | Plata | Bronce | Total |
| ---- | ----------------------- | --- | ----- | ------ | ----- |
| 1    | Estados Unidos          | 7   | 2     | 2      | 11    |
| 2    | Brasil                  | 4   | 7     | 3      | 14    |
| 3    | Alemania                | 2   | 1     | 1      | 4     |
| 4    | Australia               | 1   | 1     | 1      | 3     |
| 5    | Noruega                 | 1   | 0     | 1      | 2     |
| 6    | Suecia                  | 1   | 0     | 0      | 1     |
| 7    | Canadá                  | 0   | 1     | 1      | 2     |
| 7    | República Popular China | 0   | 1     | 1      | 2     |
| 9    | España                  | 0   | 1     | 0      | 1     |
| 9    | Italia                  | 0   | 1     | 0      | 1     |
| 9    | Rusia                   | 0   | 1     | 0      | 1     |
| 12   | Suiza                   | 0   | 0     | 3      | 3     |
| 13   | Catar                   | 0   | 0     | 1      | 1     |
| 13   | Letonia                 | 0   | 0     | 1      | 1     |
| 13   | Países Bajos            | 0   | 0     | 1      | 1     |
|      | TOTAL                   | 16  | 16    | 16     | 48    |